# 海水浴
海水浴是指人們在海中洗浴或在海水中游泳。与在游泳池中沐浴通常是为了娱乐或锻炼目的不同，海水浴曾被认为具有療愈价值。海水浴的习俗可以追溯到17世纪，在18世纪后期开始流行。
19世纪，铁路的引入使得更多的人願意前往海邊。20世纪初期，大量人在公海游泳时死亡，导致澳大利亚引入了水上救生系统，同時世界各地也引入了救生員。20世纪后半叶，随着航空公司的發展，西班牙伊维萨岛、澳大利亚昆士兰黄金海岸和美国佛罗里达黄金海岸等海滨度假区每年吸引数百万游客。